# Алпатово (Чечня)
Алпатово (рос. Алпатово) — село у Наурському районі Чечні Російської Федерації.
Населення становить 4861 особу. Входить до складу муніципального утворення Алпатовське сільське поселення.

## Історія
Згідно із законом від 14 липня 2008 року органом місцевого самоврядування є Алпатовське сільське поселення.

## Населення
| 1926 | 1990  | 2002  | 2010  |
| ---- | ----- | ----- | ----- |
| 33   | ↗1963 | ↗5181 | ↘4861 |

## Галерея

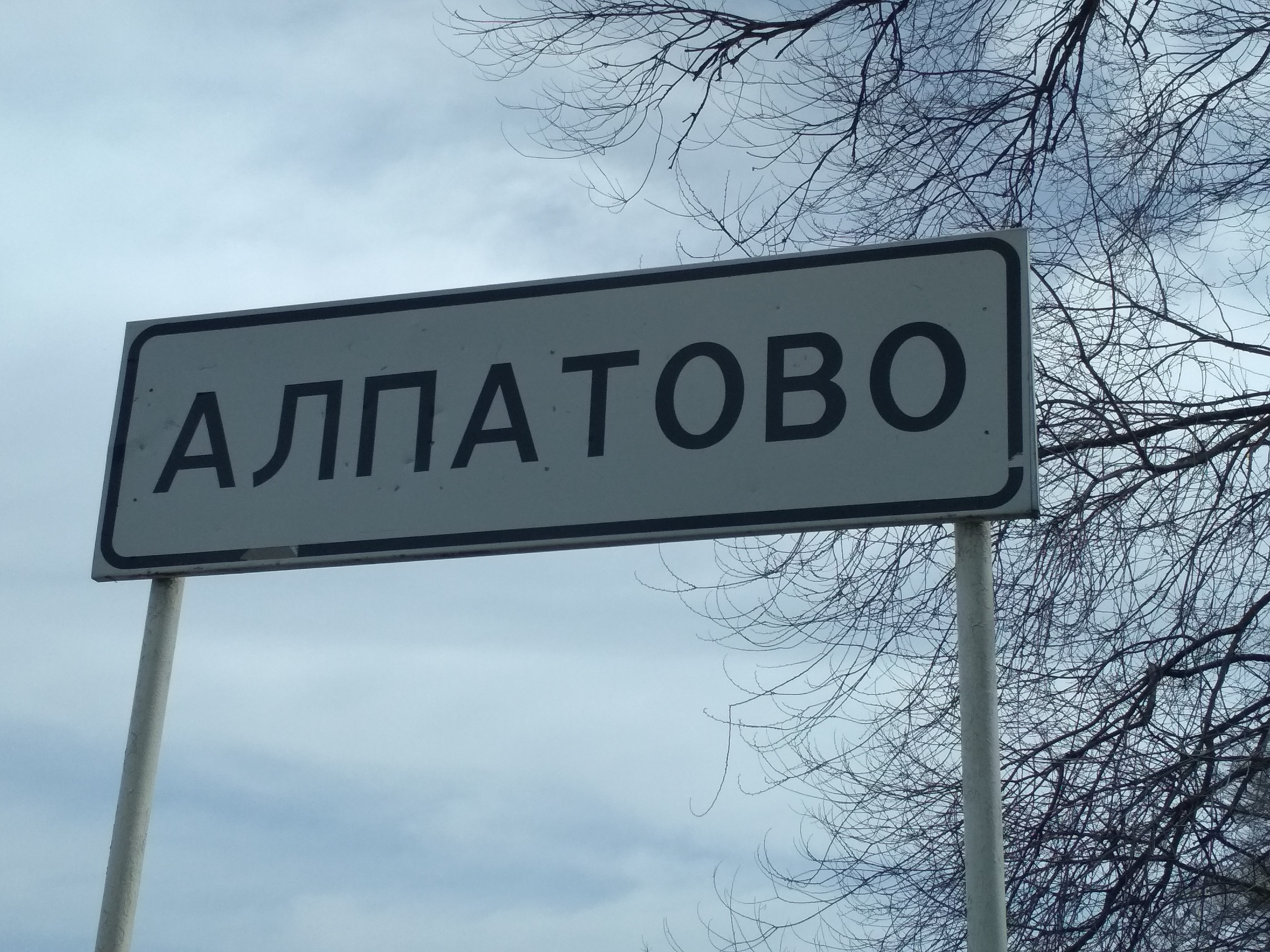
Покажчик
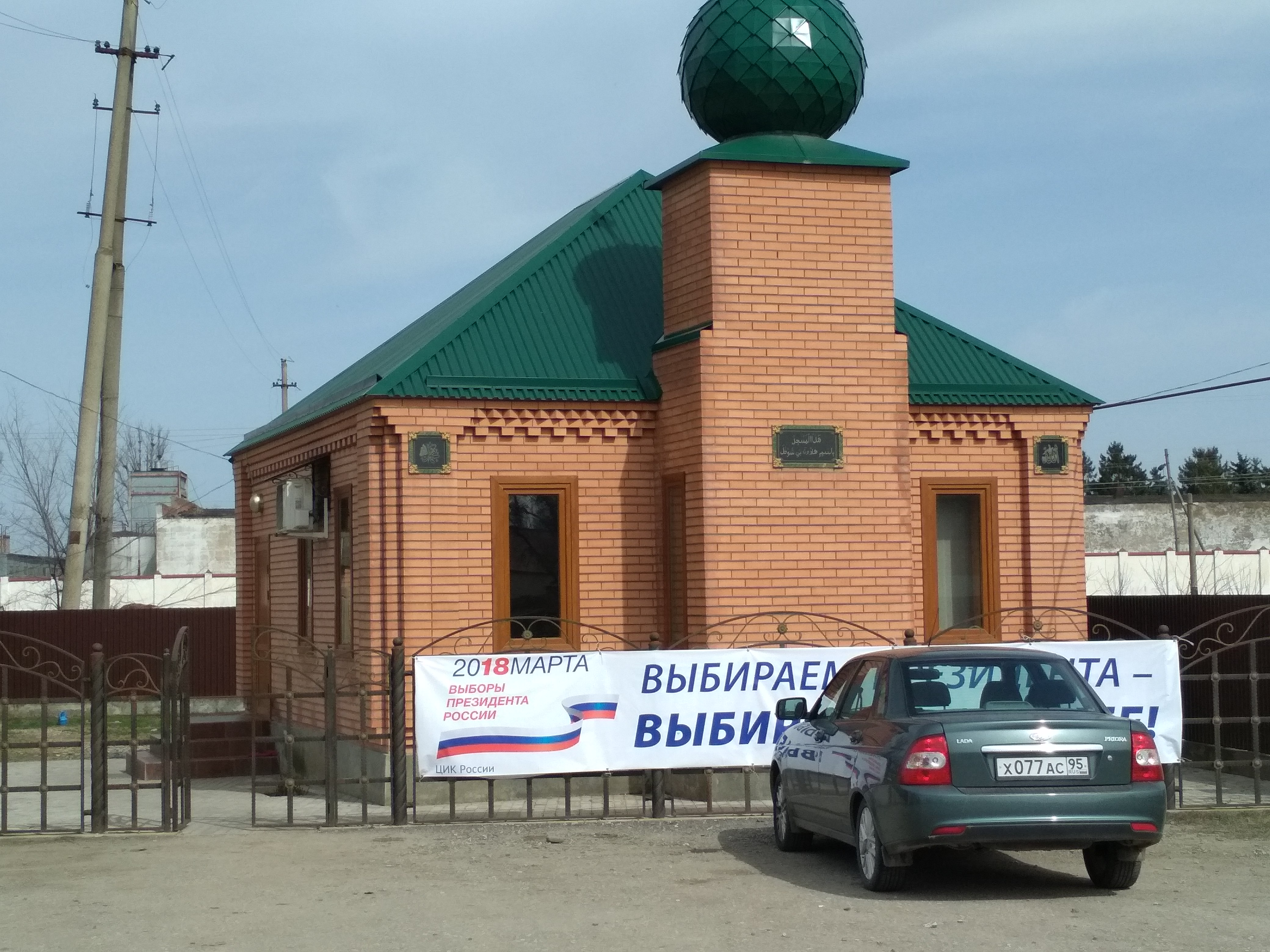
Придорожня мечеть
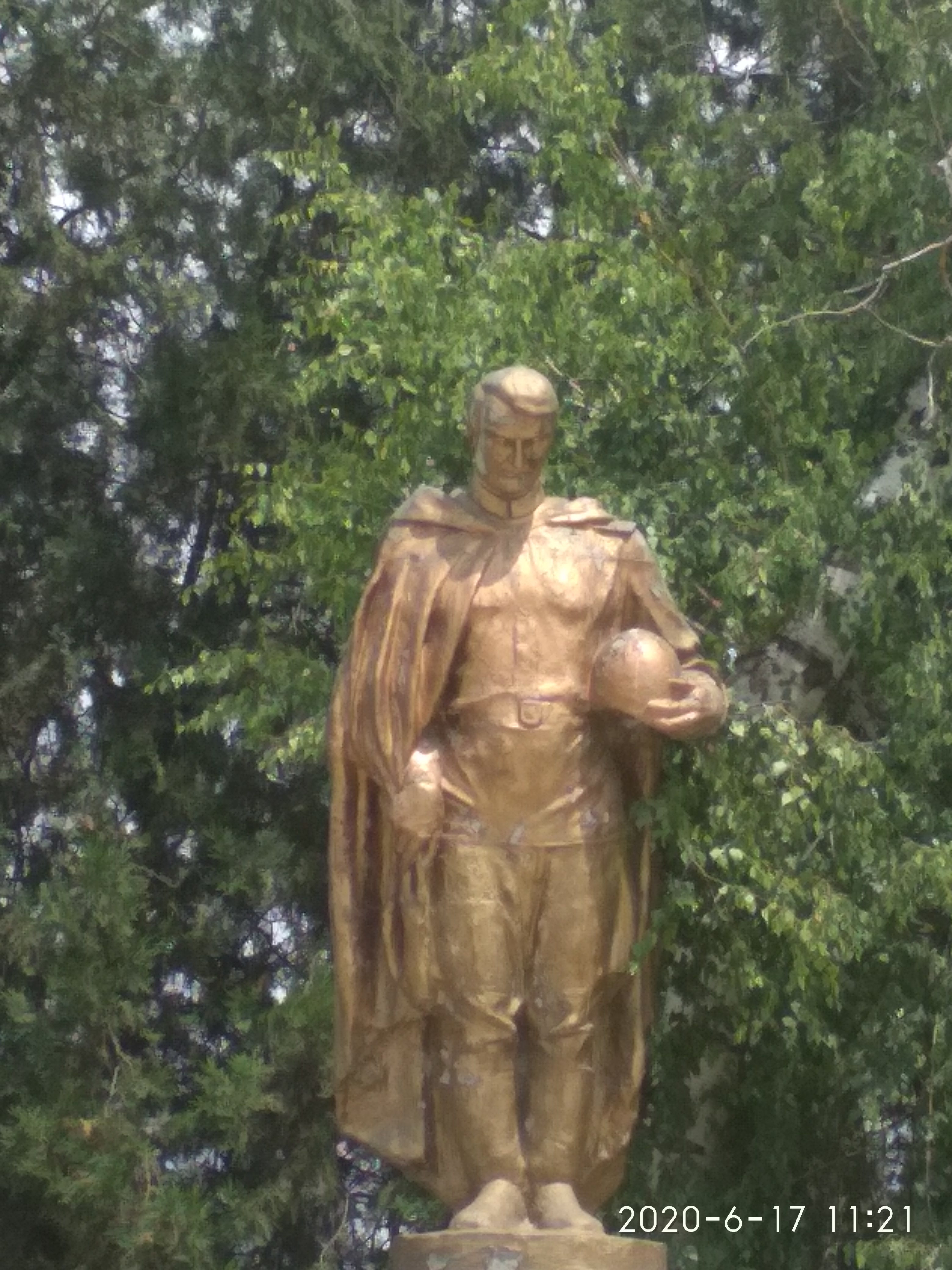
Пам'ятник загиблим в роки ВВВ